# Mont Noir
Le mont Noir (Zwarteberg en flamand) est une colline culminant à 152 m d'altitude dans les monts des Flandres à quelques centaines de mètres de la frontière franco-belge et à quelques kilomètres de Bailleul. Il tire son nom de la présence d'une forte concentration du pin noir dans le bois qui couvre ce relief. Le mont est à la frontière entre la Belgique et la France et dépend de la commune de Saint-Jans-Cappel.

## Géographie

### Situation
Trois communes se partagent le mont Noir, deux en France (Saint-Jans-Cappel et Boeschepe) et une en Belgique (Westouter). Le sommet se trouve entièrement en France.

### Géologie
La tradition toponymique locale qualifie de monts, l'ensemble des collines qui s'alignent, d'ouest en est, de part et d'autre de la frontière franco-belge. On use même parfois localement du mot « montagne » sans qu'il y ait aucune raison topographique ou géologique[réf. nécessaire]. La relative raideur des versants a sans doute[réf. nécessaire] contribué à l'appellation de « mont ». Hormis le mont Cassel, l'ensemble des autres éminences sont appelées également monts de Bailleul. Il s'agit en fait de buttes-témoins de sables du Tertiaire. Alors que les altitudes maximales de la Flandre intérieure culminent à 60–70 m, les hauteurs de ces monts sont voisines de celles du plateau de l'Artois (120–180 m).
À la fin du Crétacé, la mer qui recouvrait la région se retire pour revenir une dizaine de millions d’années plus tard ; puis, pendant une vingtaine de millions d’années, elle dépose sables et argiles. Vers -35 Ma, la mer se retire définitivement laissant un plateau. L’érosion sous l’action des pluies et des gelées, de la mise en place du réseau hydrographique entame le relief. Les grès ferrugineux des monts de Flandres résistent à l’érosion.
Ces buttes sont essentiellement de nature sableuse et commandent un substrat — l'argile des Flandres ou argile yprésienne — recouvert d'une couverture limoneuse quaternaire. Cette argile est d'origine marine et caractéristique de toute la Flandre intérieure. Au sommet, indurant les buttes et leur permettant de résister à l'érosion, des sables et cailloutis sont grésifiés (cf. Diestien). L'évolution de ces paysages résulte de l'érosion et de la tectonique,. La date de la formation de ces grès et la façon dont ils se sont mis en place sont encore discutées : sans doute des sables dans un milieu humide, comme un fond de vallée (d'où l'alignement des reliefs) et dans un contexte de climat chaud[réf. nécessaire]. Cela signifie que cet alignement correspondrait à une paléo-vallée mise en relief par l'érosion des sables et argiles des interfluves (inversion de relief).

### Environnement
Le mont Noir, classé Espace naturel sensible, héberge quelque 400 espèces végétales comme la jacinthe bleue, lʼaïl des ours et la dorine et, des espèces introduites un séquoia. La faune abondante compte  la salamandre tachetée, la bondrée apivore, des chauve-souris, etc.
La diversité des roches mères des sols du mont Noir se partage en deux catégories : des terrains sableux, légers sur des pentes douces favorisant le hêtre, le charme et le sorbier tandis que les niveaux argileux où la pente se redresse, la végétation est dominée par le frêne, le tilleul et l'érable.
Le pied du mont Noir peut souvent être inondé. Les becques (ruisseaux) constituent des exutoires naturels qui permettent une régulation de la nappe des sables de l'Yprésien.

## Histoire
Un poste-frontière était installé sur le mont Noir. La position du mont à cheval sur deux pays a été un facteur important de développement, en raison des différences entre les taxes belges et françaises : de nombreux commerces, hébergements, restaurants, estaminets et suivis par des infrastructures de loisirs comme un casino s'y sont installés. Le géographe français, Jean-Pierre Renard, qualifie le mont Noir d'exemple intéressant de métamorphisme de contact lié à la présence d'une frontière proposant ainsi une analogie avec le concept géologique de métamorphisme ;  la prospérité née du différentiel économique entre les deux pays perdure après la disparition de la frontière, sans reposer toutefois sur les mêmes bases.
Entre les deux guerres mondiales, le mont Noir est intégré à une suite continue de constructions défensives (blockhaus) allant de Bray-Dunes à Bailleul. Il est transformé en position fortifiée avec huit casemates et cinq blockhaus, faisant partie du secteur fortifié des Flandres, partie intégrante de la ligne Maginot.

## Culture et patrimoine

### Le parc départemental Marguerite-Yourcenar
Le mont Noir héberge depuis les années 1930, une belle et grande villa bourgeoise à l'emplacement du pavillon des gardiens du château de la grand-mère de Marguerite Yourcenar, Noémi Dufresne. Le pavillon fut détruit comme le château lors des bombardements sur Saint-Jans-Cappel tout proche en 1918. L'écrivaine raconte les moments de son enfance passés au mont Noir dans Archives du Nord. En l'honneur de l'écrivaine qui siégea notamment à l'Académie française, un parc départemental Marguerite-Yourcenar, de huit hectares, a été créé.
À l'instigation du département du Nord, cette grande villa mêlant art déco et style néo-normand a été aménagée en un centre de résidence d'écrivains européens nommé Villa Marguerite-Yourcenar. Chaque été, le parc départemental Marguerite-Yourcenar accueille le dimanche après-midi des spectacles de plein air dans le cadre de l'opération les beaux dimanches du mont Noir.

### Notre-Dame de la Salette
La grotte Notre-Dame de la Salette, construite en grès ferrugineux et poudingue de Cassel (galets arrondis de silex) vers 1875, dans le parc Yourcenar est une grotte aménagée en chapelle ; elle est accessible depuis les bois du mont Noir ou directement depuis le parc.

### L'ancien poste frontière
Le mont Noir constitue un ancien poste frontière (cf. Paix d'Utrecht).
Un cimetière militaire est présent sur le territoire de la commune de Saint-Jans-Cappel, le Mont Noir Military Cemetery
50° 46′ 54″ N, 2° 44′ 17″ E
Le mont Noir est relié par un télésiège au mont Rouge (Rodeberg) en Belgique.

### Personnalités liées au site
- Marguerite Yourcenar (de Crayencour) a passé une partie de son enfance au mont Noir.

## Cyclisme
Le mont Noir est au programme du Tour de France 2025, lors de la 1re étape. L'ascension est classée en 4e catégorie. Le Danois Jonas Vingegaard franchit son sommet en tête.